# 개화가사
개화가사(開化歌辭)란 개화기에 제작, 발표된 가사를 일컫는 말이다. 가사의 형식을 그대로 이으면서 개항 이후의 문명개화, 부국강병의 의지를 내용에 반영하고 있는 것이 특징이다. 개화기 시가의 한 유형으로, 창가와 신체시보다 앞서 제작되어 조선에서 볼 수 있는 사상 최초의 근대적 양식의 시가라고 할 수 있으나 과도기적인 면도 강하게 지닌다. 한말우국경시가(韓末憂國警時歌), 사회등가사(社會燈歌辭) 등으로 불리기도 한다.
개화가사의 어투는 직설적이며, 개화가사의 작자는 전문적인 작가나 문필인이 아니었다. 《대한매일신보》에 실린 다수의 개화가사에는 작자의 이름이 표시되지 않았으며, 문예란이 아닌 사회면 기사와 함께 실렸다. 이런 비전문적이고 개방된 양식으로 인해 여러 사람에 의해 많은 숫자의 작품이 생산되었다.

## 같이 보기
- 가사
- 창가
- 신체시